# Non ti accorgevi di me
Non ti accorgevi di me (с итал. — «Ты не замечала меня») — первый сингл с альбома Facciamo finta che sia vero известного итальянского певца и актёра Адриано Челентано, выпущенный 21 октября 2011 года и опубликованный на iTunes.

## Описание
Песня написана Джулиано Санджорджи. Она рассказывает о желании любить и быть любимыми без вранья и необходимости понять друг друга как себя самого. Челентано записал эту песню вместе с музыкантами из группы Negramaro в их же студии.
Сам альбом вышел 29 ноября 2011 года. Над созданием диска работали Франко Баттиато, Джулиано Санджорджи, Фил Палмер, а также Рафаэль Гуалацци.

## Список композиций
1. «Non ti accorgevi di me» — 03:10.